# میرباز
میرباز (به انگلیسی: Mirbaz) یک روستا در پاکستان است که در پنجاب واقع شده‌است. میرباز ۱۶۷ متر بالاتر از سطح دریا واقع شده‌است.